# Túlio Mourão
Túlio Mourão Pontes (Divinópolis, 18 de janeiro de 1952), mais conhecido como Túlio Mourão, é um compositor, pianista e arranjador brasileiro.
Tem carreira marcada por trilhas sonoras, que lhe valeram o troféu APCA de 1989 (por Jorge, um Brasileiro) e o prêmio de melhor música no Festival de Brasília de 1998 (por O Viajante). Ex-membro dos Mutantes, em sua fase de rock progressivo. Já tocou com artistas como Chico Buarque, Caetano Veloso, Mercedes Sosa, Pat Metheny, Jon Anderson. Milton Nascimento, Maria Bethânia, Raimundo Fagner e Eugénia Melo e Castro, entre outros artistas, gravaram suas Canções.  